# 2000年夏季残疾人奥林匹克运动会中国代表团
2000年夏季残疾人奥林匹克运动会中国代表团是中华人民共和国派出的2000年夏季残疾人奥林匹克运动会代表团。获得34枚金牌、22枚银牌和17枚铜牌。